# یواس‌آرسی ماساچوست (۱۷۹۱)
یواس‌آرسی ماساچوست (۱۷۹۱) (به انگلیسی: USRC Massachusetts (1791)) یک کشتی بود که طول آن 60 ft 9 in بود. این کشتی در سال ۱۷۹۱ ساخته شد.